# Dicranomyia (Dicranomyia) ungjeeburra
Dicranomyia (Dicranomyia) ungjeeburra is een tweevleugelige uit de familie steltmuggen (Limoniidae). De soort komt voor in het Australaziatisch gebied.